# Аніта Луіз
Аніта Луіз (англ. Anita Louise; 9 січня 1915, Нью-Йорк — 25 квітня 1970, Лос-Анджелес) — американська актриса.

## Біографія
Акторський дебют відбувся на Бродвеї у 6-річному віці, а через рік, у 1922 році, вона дебютувала і в кіно.
До початку 1930-х років вона вже перемістилася з другорядних ролей на головні, і досягла популярності як виконавиця делікатних ролей. У 1931 році Луіз стала однією з дівчат у списку WAMPAS Baby Stars. У ті роки Аніта Луіз вважалася однією з найбільш модних і елегантних актрис Голлівуду. Вона була частою гостею на багатьох світських вечорах, а також сама влаштовувала різні «зоряні» вечірки.
Найбільш успішні ролі Аніта Луіз виконала у картинах «Сон в літню ніч» (1935), «Історія Луї Пастера» (1935), «Ентоні Нещасний» (1936), «Зелене світло» (1937) і «Товариш» (1937). У 1940-х роках вона знову перемістилася на другорядні ролі і була мало активна до появи телебачення, де в 1950-х роках стала періодично з'являтися в серіалах. З початком нового десятиліття її кар'єра майже згасла, і Аніту після цього всього пару раз можна було побачити на екрані.
У 1960 році помер її чоловік, продюсер Бадді Адлер, з яким Аніта провела у шлюбі 20 років. Через два роки вона вдруге вийшла заміж, за Гаррі Бергера. Цей шлюб тривав до смерті акторки від інсульту у віці 55 років 25 квітня 1970.
За внесок в кіноіндустрію Аніта Луіз була удостоєна зірки на Голлівудській алеї слави.

## Фільмографія
1. 1928: Чотири дияволи / Four Devils — дитина
2. 1928: Жінка справи / A Woman of Affairs — дитина
3. 1929: Жіноче диво / Wonder of Women — Лотті
4. 1935: Сон літньої ночі / A Midsummer Night's Dream — Тітанія
5. 1936: Історія Луї Пастера / The Story of Louis Pasteur — Аннет Пастер
6. 1936: Ентоні нещасний / Anthony Adverse — Марія
7. 1938: Марія-Антуанетта / Marie Antoinette — мадам де Ламбаль
8. 1938: Сестри / The Sisters — Гелен Елліот Джонсон
9. 1939: Маленька принцеса / The Little Princess — Роуз
10. 1940: Її як і раніше переслідує негідник / The Villain Still Pursued Her — Мері Вілсон